# Catedral de Notre-Dame de Québec
A Catedral-Basílica de Notre-Dame de Québec (Basilique-cathédrale Notre-Dame de Québec, em francês) é a igreja primaz do Canadá e sé episcopal da Arquidiocese de Quebec. A catedral é o mais antigo templo católico no Canadá e foi a primeira igreja do país elevada ao nível de basílica menor, título conferido pelo Papa Pio IX em 1874. Em sua cripta, estão sepultados quatro governadores da Nova França e o primeiro bispo de Quebec, François de Laval.
O templo é registrado como Local Histórico Nacional do Canadá e integra o sítio Bairro Histórico do Quebec, designado Patrimônio Mundial pela UNESCO em 1985.

## História
A catedral está localizada no local da antiga capela Notre Dame de la Recouvrance, construída pelo explorador francês e fundador de Quebec Samuel de Champlain em 1633. A construção da primeira catedral neste local teve início em 1647, e recebeu o nome de Notre-Dame de la Paix ("Catedral de Nossa Senhora da Paz").
A catedral foi duas vezes destruída por um incêndio, sendo a primeira durante o Cerco de Quebec em 1759. A partir de 1743, foi reconstruída sob projetos do arquiteto militar Gaspard-Joseph Chaussegros de Léry, que também projetou a Citadelle de Quebec e parte do distrito histórico em que ambas se situam. O campanário, no entanto, foi projetado por Jean Baillairgé, que também supervisionou a construção. O interior foi projetado por Jean Baillairgé e seu filho François entre 1786 e 1822. Em 1843, Thomas Baillairgé sugeriu que a nova fachada fosse erguida à semelhança da Igreja de Sainte-Geneviève em Paris. A escolha foi aceita pelos construtores e a catedral representa, desde então, um dos melhores acabamentos da arquitetura neoclássica da região. A catedral foi ricamente decorada com impressionantes obras de arte incluindo um baldaquino, dossel, vitrais, pinturas e o lustre da capela-mor que foi presente particular de Luís XIV.
Em 1922, a catedral foi novamente destruída por incêndio. Desta vez, um atentado do grupo extremista Ku Klux Klan resultou na destruição de grande parte do templo, que viria a ser restaurado pelos arquitetos Maxime Roisin e Raoul Chenevert. Em meio às reformas, Chenevert acrescentou um presbitério ao lado da catedral, concluído em 1932.
Em 2014, a catedral comemorou seu 350º aniversário. Como parte das celebrações, a catedral recebeu uma Porta Santa – a segunda fora da Europa e uma das únicas oito deste tipo no mundo. A Porta Santa foi aberta em 8 de dezembro de 2013 e permaneceu aberta até 28 de dezembro de 2014. Foi aberta novamente de 8 de dezembro de 2015 a 20 de novembro de 2016 para o Jubileu da Misericórdia, após o qual ficará selada até 2025.
Em 1989, a catedral foi designada como um Local Histórico Nacional do Canadá devido às "suas longas e estreitas associações com a história da Nova França; sua influência na subsequente arquitetura eclesiástica e decoração de interiores em todo Québec."